# Соболевский, Сергей Александрович
Серге́й Алекса́ндрович Соболе́вский (10 [22] сентября 1803, Рига — 6 [18] октября 1870, Москва) — русский библиофил и библиограф, автор эпиграмм и других шуточных стихотворений, друг Пушкина, Лермонтова и многих других литераторов «золотого века» русской литературы, Проспера Мериме и многих других европейских литераторов.

## Происхождение и воспитание
Родился в Риге 10 (22) сентября 1803 года. Внебрачный сын помещика Александра Николаевича Соймонова (ум. 1856) и бригадирши вдовы Анны Ивановны Лобковой, урождённой Игнатьевой (ум. 1827). Сам Соболевский говорил:«Я заклеймён несчастным прозвищем сына любви»; его происхождение стало причиной неудачного сватовства к княжне Александре Ивановне Трубецкой (рождён он был вне брака, но не совсем незаконно, поскольку отец был ещё холост, а мать уже овдовела). По отцу приходился двоюродным племянником известным русским католичкам С. Свечиной и княгине Е. Гагариной. Приписан к вымершему польскому шляхетскому роду Соболевских герба Слеповрон (герб был включён в экслибрис Соболевского). Вырос в доме матери в Москве.
Товарищами Соболевского по Благородному пансиону в Петербурге были Лев Пушкин и Павел Нащокин, а словесность у них преподавал В. К. Кюхельбекер. Через Льва Пушкина и Кюхельбекера Соболевский познакомился с А. С. Пушкиным и другими лицеистами первого выпуска, а также Е. А. Баратынским.

## Архивный юноша. Образ в глазах современников

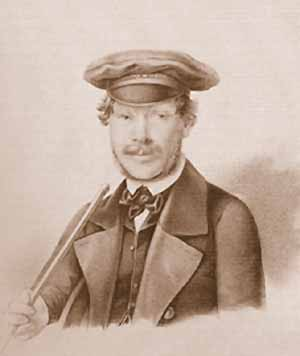
С. А. Соболевский, вернувшись из заграничного путешествия в 1833, отпустил бороду вопреки всеобщему запрету и был вынужден прятаться от Николая I в подворотню

Окончив в 1821 году пансион, с 1822 года служил в Москве — в архиве Коллегии иностранных дел. Служба там была почти чисто формальной (получая большие деньги от богатых родителей, Соболевский долгое время не нуждался в заработке); в то время её проходили «архивные юноши» (этот вошедший в историю термин принадлежит именно Соболевскому) — любомудры Дмитрий Веневитинов, Пётр Киреевский и Степан Шевырёв. Перезнакомившись с литературной Москвой (особо близко сошедшись с В. Ф. Одоевским, с которым даже соавторствовал), Соболевский быстро приобретает известность как автор едких эпиграмм, любитель насмешек над людьми чужого круга и различного рода эпатирующих циничных выходок (получает прозвище Mylord qu’importe — Милорд «ну и что») и вместе с тем человек безупречного литературного вкуса и эрудиции, надёжный товарищ и интересный собеседник. Среди его хороших знакомых в последующие годы были такие литераторы младших поколений, как Н. В. Гоголь, М. Ю. Лермонтов, И. С. Тургенев и Л. Н. Толстой. В начале 1840-х годов недолгое время общался с членами кружка Белинского.

## Соболевский и Пушкин

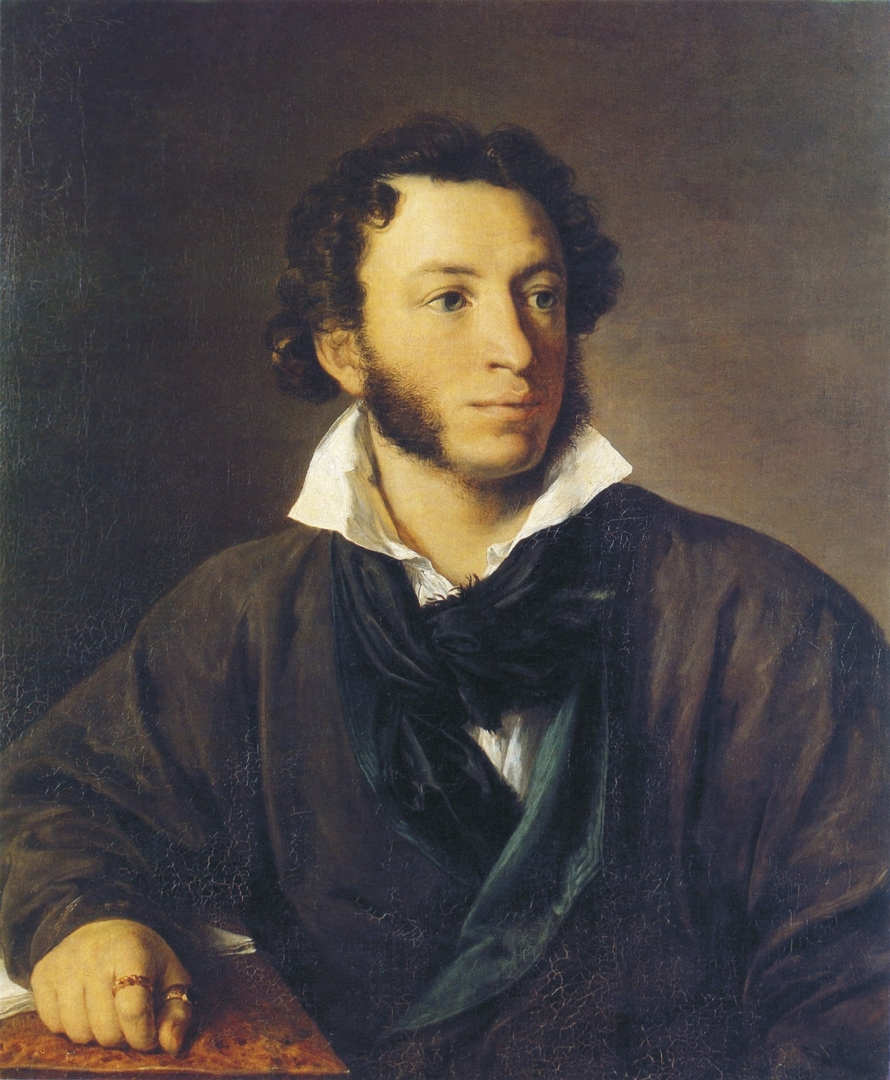
Этот портрет (1827) Пушкин заказал В. А. Тропинину для Соболевского

Знакомство Соболевского с Пушкиным играло весьма важную роль в биографии поэта. Познакомившись с Пушкиным в 15 лет, Соболевский распространял подписные билеты на невышедший сборник стихов Пушкина; в 1820 готовил к печати «Руслана и Людмилу» (автор был выслан из Петербурга); в 1825—1826 был посредником между Пушкиным и «Московским телеграфом», а после освобождения Пушкина из ссылки (1826) знакомил его с московской литературной публикой, по агентурному донесению III отделения «возил его по трактирам, поил и кормил за свой счёт». В сентябре 1826 г. Соболевский стал «путеводителем Пушкина по Москве». Друзья встретились в доме Василия Львовича Пушкина на Старой Басманной, д. 36. Соболевский застал Пушкина за ужином. Поэт поручил другу вручить вызов на дуэль графу Ф.И. Толстому-«американцу».
В доме Соболевского на Собачьей площадке (ныне, как и сама площадь, уничтожен) Пушкин прожил полгода в 1826—1827 г., впервые там публично читал «Бориса Годунова». В дальнейшем Соболевский вёл издание второй главы «Евгения Онегина», «Братьев разбойников» и «Цыган». Уезжая из Москвы в Петербург, Пушкин заказал для друга В. А. Тропинину свой известный портрет.
Их общение продолжилось и в Петербурге, куда Соболевский привёз Пушкину из Франции запрещённые в России сочинения Адама Мицкевича (и под впечатлением от которых Пушкин написал «Медного всадника»), был посредником в контактах Пушкина с Мериме. Неоднократно предотвращал дуэли Пушкина. В частности, Соболевскому удалось убедить его помириться с убившим на дуэлях несколько человек Ф. И. Толстым (Американцем), к поединку с которым поэт готовился шесть лет; впоследствии Толстой был сватом Пушкина. Во время последнего столкновения с Дантесом Соболевский был в Париже, и многие современники (в частности, В. А. Соллогуб) считали, что только его влияние на поэта могло бы удержать его от рокового шага.
После смерти Пушкина Соболевский хлопотал о материальной помощи для его семьи, самостоятельно расследовал вопрос об авторстве пасквиля, ставшего причиной дуэли. Долгое время отказывался от написания воспоминаний о Пушкине, ограничиваясь публикацией неизданных писем и материалов к биографии Пушкина, а также устными консультациями первым пушкинистам — П. В. Анненкову, П. И. Бартеневу, М. Н. Лонгинову. Лишь в последний год жизни Соболевский опубликовал поднимающую весьма интересную тему мемуарную статью «Таинственные приметы в жизни Пушкина».

## Поэт не для печати
Первая публикация Соболевского представляла собой акростих на фразу «Шаликов глуп как колода», написал также куплеты о семействе Сонцовых «Жил да был петух индейский», опубликованные под псевдонимом Сталинский (долгое время неправильно приписывались Баратынскому или Пушкину). Многочисленные эпиграммы («Неизвестный сочинитель всем известных эпиграмм» — аттестация Е. П. Ростопчиной, которой Соболевский посвятил полуиздевательский мадригал «Ах, зачем Вы не бульдог, только пола нежного…») для печати не предназначались, но в значительной части собраны и опубликованы посмертно. Написал также ряд мелких стихов обсценного характера, многие из которых по понятным причинам до сих пор не изданы.
На рецензию М. А. Дмитриева на «Горе от ума»
Собрались школьники, и вскоре

Михайло Дмитриев рецензию скропал,

В которой ясно доказал,

Что «Горе от ума» — не Мишенькино горе.

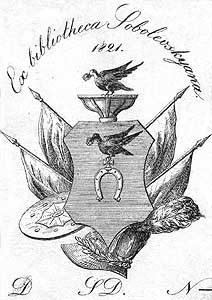
Книжный знак библиотеки С. А. Соболевского

На издание Пушкина под редакцией Г. Н. Геннади
О жертва бедная двух адовых исчадий:

Тебя убил Дантес и издаёт Геннади!

## Коллекционер и библиограф
Во второй половине жизни Соболевский получил европейскую славу как библиофил и библиограф. В 1840—1860-е годы совершил несколько больших заграничных путешествий с целью пополнения библиотеки и установления научных контактов. Собирал «книги о книге» (по истории книгопечатания, библиографии и т. п.), а также описания путешествий. Активно содействовал публичным библиотекам в России и за рубежом, даря им редкие книги из своего собрания. Библиотекарь и казначей Общества любителей русской словесности, составил каталоги нескольких общественных и частных библиотек Москвы. Опубликовал ряд статей по древнейшим книгам и рукописям, в том числе комментарии к бумагам Екатерины II.
Купил у наследников заброшенную библиотеку одного из Великих инквизиторов, перевёз её в Россию и вернул содержащуюся в ней уникальную информацию (в т.ч. в части экспедиций эпохи великих географических открытий) в открытый оборот.
Эта библиотека была продана наследниками (незадолго до смерти Соболевского, державшего сбережения во французских ценных бумагах, разорила франко-прусская война) в лейпцигскую книготорговую фирму, дальше часть перешла в Лейпцигский университет и Британский музей. Его ценный архив был куплен на аукционе С. Д. Шереметевым и в настоящее время хранится в российских государственных собраниях.

## Последние годы
В 1838 году Соболевский вместе с товарищем по службе в архиве, И. С. Мальцовым, открыл в Петербурге бумагопрядильную фабрику, известную под именем Сампсониевская мануфактура, которая упрочила его благосостояние. В конце 1840-х годов она сгорела. С этого времени Соболевский жил то за границей, то в Петербурге, то в Москве. В 1852 году окончательно поселился в Москве, где и умер 18 октября 1870 года от удара. Был похоронен на кладбище Донского монастыря.